# Mary Louise Graffam
Mary Louise Graffam (11 mai 1871 - 17 août 1921) est une enseignante américaine, directrice de lycée, missionnaire chrétienne et un témoin du génocide arménien. En 1915, elle est déportée et est considérée comme une victime du génocide arménien.

## Biographie
Mary Louise Graffam est née à Monson, dans le Maine. Son père est fermier et sa mère est décédée à l'âge de quarante et un ans peu de temps après l'obtention du diplôme d'études secondaires de Mary Graffam. À l'âge de cinq ans, elle et sa famille déménagent à Andover, Massachusetts.
Elle est élevée dans la foi chrétienne avec sa sœur Winona. À l'adolescence, une expérience religieuse pousse Graffam à rejoindre l'église locale et à prendre part aux offices. Alors qu'elle est à l'Oberlin College, une école connue pour sa formation missionnaire, elle commence à étudier pour devenir missionnaire étranger.
Après avoir obtenu son diplôme en 1894, elle enseigne dans diverses écoles du Massachusetts, du New Jersey et de Washington DC. Elle ne réussit pas à se rendre au Japon pour devenir missionnaire. Cependant, en 1901, elle est envoyée à Sivas, dans l'Empire ottoman, pour être chargée de l'éducation féminine au poste de mission du Conseil américain des commissaires aux missions étrangères du village.
Lorsqu'elle arrive dans l'Empire ottoman, elle a trente et un ans. Elle devient finalement la directrice du lycée pour filles de Sivas, où elle enseigne l'algèbre et la géométrie. En tant que surveillante d'école dans les villages voisins, elle est également professeure d'études bibliques et de trigonométrie au Sivas Teachers College. Elle parle couramment l'arménien et parle en turc et en français. Elle garde son poste d'enseignante jusqu'au début de la Première Guerre mondiale et au point culminant du génocide arménien. Elle décède à Sivas en 1921 des suites d'une insuffisance cardiaque après une opération chirurgicale.

## Génocide arménien

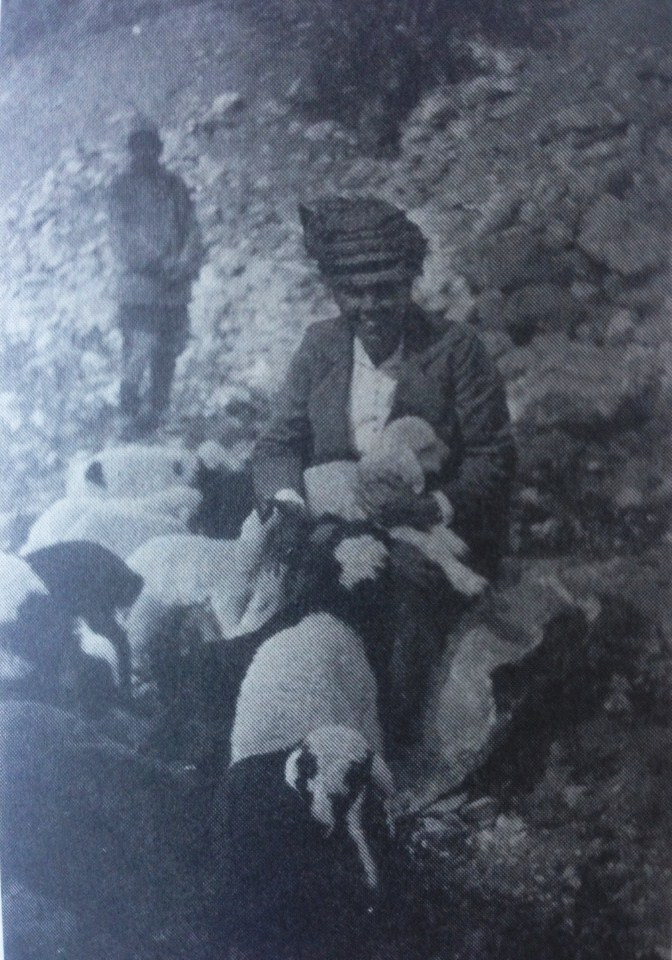
Mary Graffam dans la campagne de l'Empire ottoman

Mary Louise Graffam est à Sivas lorsque le génocide arménien commence. À ses débuts, Graffam est témoin des arrestations de la population masculine arménienne. Elle note que « les Turcs nous ont dit que si les hommes ne leur étaient pas donnés, les maisons seraient incendiées et les familles seraient pendues devant eux ». Elle déclare également que les photographies d'armes utilisées pour dépeindre les Arméniens comme des criminels sont fausses et que « des munitions turques ont été ajoutées » pour renforcer le dossier.
Lorsque les déportations commencent, Graffam est également déportée avec ses étudiants le 7 juillet 1915, dans le cadre d'un convoi composé de 2 000 Arméniens. Les gendarmes chargés de protéger le convoi donnent des armes et des munitions à des groupes kurdes locaux qui volent les déportés et enlèvent certaines des filles. Des groupes kurdes lancent des pierres sur les déportés arméniens. En marchant, elle voit des déportés abattus alors qu'ils tentent de boire de l'eau d'une rivière voisine. Elle reçoit également des informations selon lesquelles il y avait une « vallée de cadavres ». Mary Graffam décrit la route menant à Malatya, où elle est empêchée par des gendarmes turcs d'aller plus loin :

« Lorsque nous nous sommes approchés du pont sur Tokma Su, le spectacle était assurément effrayant. A perte de vue sur la plaine s'étendait cette véritable file lente de chars à bœufs. Pendant des heures pas une goutte d'eau sur la route et le soleil qui coule est le plus chaud. Au fur et à mesure que nous avancions, nous avons commencé à voir les morts de la compagnie d'hier et les faibles ont commencé à tomber en chemin... J'en ai entassé autant que j'ai pu sur nos chariots et nos élèves, garçons et filles, ont travaillé comme des héros. »

Lorsque Graffam retourne à Sivas en août 1915, elle écrit à sa famille et à ses amis en Amérique qui attendent des mises à jour sur la situation. À Sivas, Graffam est submergée par la prise en charge des orphelins arméniens. Elle est également chargée de cacher et d'enterrer les dossiers financiers et les bijoux que les Arméniens lui ont donnés en lieu sûr et de transférer des biens de valeur vers des endroits plus sûrs,. Graffam cache également des filles arméniennes qui devaient être enlevées dans des foyers musulmans. Afin de ne pas attirer l'attention des autorités, elle les cache en les plaçant dans des familles des villes voisines. En 1916, elle fait appel au trésorier de l'ABCFM William W. Peet :

« Si je n'ai suffisamment  d'argent, ces femmes et ces enfants à moitié malades périront de faim et de froid. Et puis, il y a Zara, Kangal, Tokat et d'autres endroits dans le même état. »

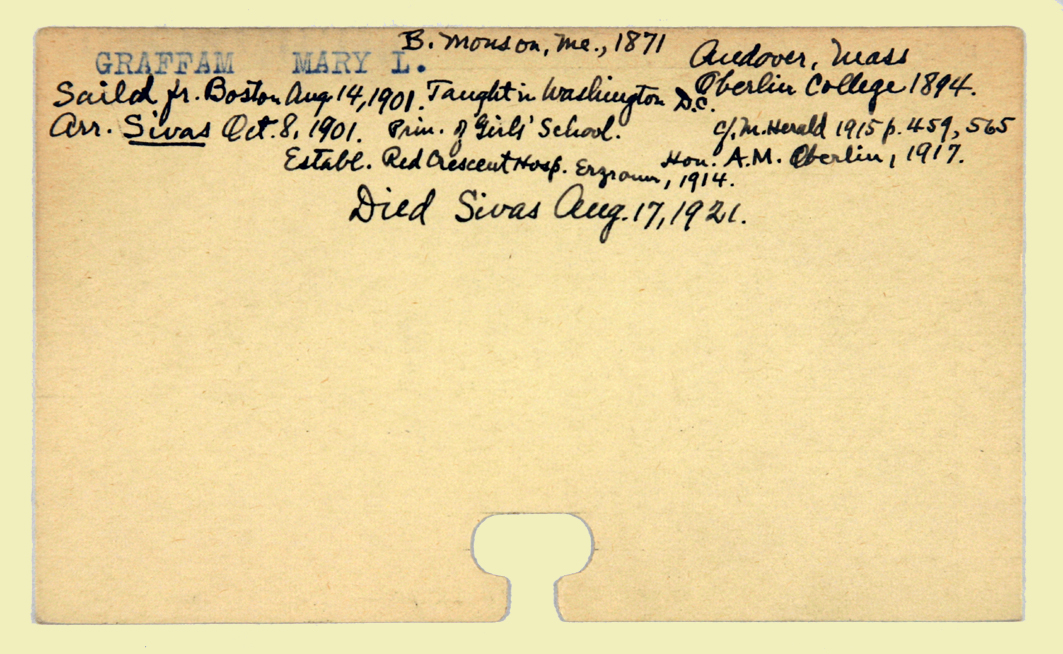
Carte personnelle de Mary Louise Graffam

Après que le gouvernement ottoman coupe les relations diplomatiques avec le gouvernement américain en raison de l'entée en guerre de l'Amérique dans la Première Guerre mondiale, Mary Graffam réussit à rester à Sivas. Graffam écrit dans une lettre au commissaire américain Lewis Heck, datée du 27 janvier 1919, à propos des conversions forcées de filles orphelines arméniennes à l'islam :

« Il y a quelques semaines, une foule de jeunes filles arméniennes qui étaient à l'orphelinat turc ici ont été informées qu'à moins qu'elles ne deviennent entièrement musulmanes et qu'elles renient absolument tous leurs parents et connaissances arméniens, elles seraient mises à la rue. Après cela, la plupart des filles ont fui vers nous et travaillent dans notre usine. »

Mary Graffam écrit un récit de ses expériences en 1919, l'intitulant sa « propre histoire ».
Graffam est également une ardent défenseuse d'une Arménie indépendante où elle et d'autres soutenaient qu'elle libérerait les Arméniens de la « domination turque ».
Après sa mort, elle est pleurée par les milliers de personnes dont elle a sauvé la vie.